# 第一次伊德利卜省冲突
第一次伊德利卜省冲突是指发生于2011年9月至2012年3月叙利亚伊德利卜省的武装冲突。
自2011年10月以来，叙利亚自由军就已经开始针对叙利亚军队的巡逻部队发动袭击。在该省内抗议示威活动依旧在持续，但是抗议活动经常被安全部队用武力驱散。12月19日，很明显“一些从叙利亚军队叛逃的人开始控制一些城镇和村庄，他们几乎开辟了一些安全地带，在那里来自其他区域的抗议示威者可以寻求安全庇护，并且叙利亚政府军的逃兵也可以从那里出发开展行动”，叙利亚政府军对其中一块类似区域发动了进攻，在一座村庄屠杀了大量平民。在伊德利卜省农村地区的一处村庄，数百名政府军被拍到转投了反对派阵营，这促使当地一些居民一道开始反抗叙利亚政权。

## 前期事件
2011年6月29日，反对派活动人士说叙利亚政府军的坦克和直升机攻击了伊德利卜省西北的一处村庄，导致4名平民丧生。流亡于开罗的叙利亚国家人权组织（Syrian National Human Rights Organisation）主席Ammar Qarabi对路透社记者说：“这四名死者死于Remeh村，是被坦克上的机枪打死的。在当地发生的那些毫无理由的袭击事件中，类似的情况变得越来越寻常。政府军的坦克先向村子四周的树林开火，随后就直接向村子开火了。”
7月2日，据阿拉伯卫星电视台报道报道，大量叙利亚政府军被部署到伊德利卜省，而在7月1日该省由大约16名平民遇害。在7月4日，在省内发生大规模反政府示威之后，第一次有报道显示政府军的坦克正在被派往伊德利卜市。然而，尽管伊德利卜市仍陷于政府军的围困之中，但是在晚上还是由抗议活动持续。

## 冲突经过

### 2011年9月
9月8日，安全部队绑走了叛逃自叙利亚军队的Hussein Harmouche上校的74岁的哥哥Mohammed Harmouche。Hussein Harmouche是第一批从叙利亚军队叛逃的军官。Mohammed Harmouche的尸体之后在政府军突袭位于Ibleen村的Hussein Harmouche住所时被送回给他的家人。据报道在行动中还有3名变节者被打死，而根据叙利亚国家电视台的报道，行动中有6名政府军丧生。

### 10月
在10月5日左右，政府军突袭了土叙边界的多个村庄，据报道在冲突中由5名村民和7名政府军丧生。
10月10日，在伊德利卜省北部，据怀疑是叙利亚军队变节者的人在对三处政府军哨所同时发动的袭击中打死了8名政府军。
10月18日，据叙利亚人权观察组织（SOHR）报道，一群据怀疑是叙利亚军队变节者的武装分子在一辆政府军军车路过伊德利卜省西北Ehssem地区时遥控引爆了一枚炸弹，炸死了一名军官和3名士兵，车上其他士兵受伤。
10月25日，在针对霍姆斯省的一次袭击中叛逃的一群叙利亚军队变节者聚集在一起并针对一处路口发动了一场突袭，据报道有多辆装甲车停在当地。这场战斗发生在迈阿赖努阿曼市，大约10名安全部队成员丧生，而变节者的伤亡情况不明。
10月30日，一群在在伊德利卜省靠近土叙边境的al-Habit和Kafr Nabudah之间进行转运的安全部队遭到一群可能是叙利亚军队变节者的武装分子的袭击，导致10名安全部队和1名变节者丧生。

### 11月
11月10日，5名政府军在迈阿赖努阿曼市附近遭遇伏击丧生。
叙利亚自由军在11月26日在伊德利卜省发动进攻，打死8名政府军士兵和安全部队成员，打伤40余人。根据SOHR在袭击之后的一则声明中说：“当时一群政府军变节者在连接迈阿赖努阿曼和Ghadka的公路上向一支由7辆军车组成的车队发动进攻，车队中还有三辆全履带车辆。”
11月27日，根据SOHR报道，有一人在伊德利卜省Kafr Nabl地区被政府军逮捕，之后遭到杀害，政府军宣称此人“将燃料出售给激进分子”。
11月29日，叙利亚自由军发动一次袭击，打死3名政府军士兵，并抓获另外两人。之后政府军开枪打死一名平民。
11月30日，安全部队在伊德利卜省驱散反政府示威过程中打死至少六名抗议者。一名活动人士说：“之前数周政府军并没有阻拦抗议者。今天他们突然向数千人组成的人群开火，这些人正在从一个路口出发前往Mohafaza广场进行游行。”

### 12月
12月1日，叙利亚自由军在伊德利卜市对一处情报部门大楼发动突袭，突袭引发一场持续3个小时的交火，导致8名忠于叙利亚政权的人丧生。
12月3日，根据SOHR的报道，在伊德利卜市一场持续3小时的交火中，由7名安全部队成员、5名反政府武装和3名平民丧生。
12月5日，至少12名叙利亚秘密警察成员从一处情报机构叛逃。这似乎是阿萨德政权核心机构发生的第一宗大规模叛逃事件。这群人叛逃自位于伊德利卜市市中心的叙利亚空军情报机构，叛逃引发了持续整夜的交火。根据路透社的报道，活动人士说交火导致双方总共10人伤亡。
12月8日，在萨拉凯卜（Saraqib）附近，亲政府民兵组织突袭了数幢建筑物并逮捕了3名激进分子。但是大约50辆装甲车，在al-Rami村遭到袭击。同一天，在伊德利卜省，三名以上抗议者被安全部队打死，一名来自阿勒颇的政府军变节者Mohammad Amin Subhi al-Najjar也在冲突中丧生。
12月10日，叙利亚安全部队打死了4名平民。据一个人权组织报道，当时政府军在伊德利卜省西北部向一群送葬者发射实弹和催泪瓦斯。根据SOHR的说发，“这些送葬者正在为一名前夜在Maaret Numan被打死的儿童举行葬礼。”根据叙利亚国营媒体的报道，三名反对派武装在埋设一枚炸弹时意外丧生，之后他们被埋在了一处公园，但这则消息无法被证实。
12月12日，据报道2名抗议者和5名士兵在当天丧生。
12月13日，省内爆发多起冲突。SOHR报道政府军变节者在伊德利卜市打死了7名叙利亚安全部队成员，以报复政府军的一起导致11名平民丧生的袭击。同一天，有5名平民被安全部队打死，而叙利亚国家电视台称这些人是“有武装的恐怖分子”。
12月19日，一群政府军逃兵试图弃守位于伊德利卜省Kansafra村和Kafr Oweid村之间的阵地时遭遇严重损失。一些活动组织，尤其是SOHR报道在叛逃过程中由72名变节者被打死，这些人在试图逃离政府军阵地时遭到枪杀。在冲突中由三名政府军士兵丧生。第二天，SOHR声称在冲突中由100名变节者被打死打伤。同一天，SOHR报道在省内由至少111名平民被安全部队打死，其中由37人是在前一天被打死的。在伊德利卜省活动的一名反对派人士Alaa El Din Al Youssef将政府军的袭击称为是屠杀“平民被安全部队成员包围然后遭到枪击。这些尸体被留在了街上或者是清真寺内，而且当局不允许我们掩埋这些尸体。一些遇难者无法被辨认。一些尸体遭到焚烧，还有些手被捆住且遭到斩首。我们感到十分害怕因为这一地区可能会再次遭到政府军袭击。”
冲突持续到了第二天，而根据黎巴嫩人权活动人士Wissam Tarif的说法，由于政府军正在缉拿那些变节的士兵和支持反对派的平民，仅仅在20日的冲突中就有高达163名变节者、97名政府军和9名平民丧生。21日，据报道叙利亚自由军已经控制了伊德利卜省大片区域，其中包括一些城镇和村庄。
12月30日，超过25000名反政府示威者举行示威活动，占据了伊德利卜市内的多条街道。

### 2012年1月
1月2日，据反对派的说法，政府军变节者攻占了两处检查站并在冲突中俘虏了数十名安全部队成员。反对派还说，政府军变节者在试图夺取第三处检查站时与安全部队发生交火，导致数量不明的忠于阿萨德政权的士兵伤亡。
1月3日，阿拉伯叙利亚通讯社（SANA）声称在伊德利卜市的al-Khudra市场，武装分子打死了一名警官。
1月6日，SANA声称一名警察在伊德利卜市巡逻的过程中被打死。
1月12日，SANA声称有8名安全部队成员在汗謝洪以北5公里的Jbala路口乘坐巴士时遭袭身亡。
1月15日，吉斯尔舒古尔（Jisr al-Shughur）的一次行动中，叙利亚第11装甲师指挥官在一名母亲面前将其7个月大的儿子斩首，这一暴行导致至少一名政府军变节。据称这宗杀戮是由于政府军怀疑这户居民家中藏有反对派成员，而在搜捕时反对派成员已经离开了。
1月17日，根据SANA的报道，两名警察在伊德利卜市中心监狱外遭到枪击身亡，在一处坟地有三名士兵和一名承包商的尸体被发现，尸体上留有枪伤。
1月19日，叙利亚安全部队在伊德利卜省西北的一次伏击中打死了4名重要的亲民主派活动人士，这些活动人士正前往寻求反对派武装的庇护，他们在靠近土叙边界的Zawiya山遭到枪击身亡。
1月21日，一辆载有囚犯的巴士遭到不明身份的武装分子袭击，导致14人丧生。这辆车当时正驶往吉斯尔舒古尔地区。根据国家电视台的报道，在针对囚车的爆炸中有两名政府军士兵丧生。袭击之后政府军和变节者发生激烈交火。反对派活动人士说9名政府军被变节者打死。在土耳其的活动人士Mohammad Fizzo告诉半岛电视台说双方有很多人受伤。他说：“政府军使用重武器和迫击炮攻击了边境村庄Ain al-Beida和Khirbet al-Joz，而当时正有一群变节的政府军士兵正试图逃往土耳其。”根据半岛电视台的报道，作为许多政府军变节者大本营的伊德利卜省正成为反对派武装的一个重要据点，这些反对派武装已经开始针对政府军车队发动袭击以阻止他们从反对派手中重新夺回地盘。
此外，SOHR报道在伊德利卜省Zawiya山区的Kafr Nabl，反政府人士与政府军发生交火，一名安全部队成员丧生。在冲突中政府军使用了重机枪。根据SOHR的说法，在当天包括平民在内共有60人丧生在冲突中丧生。
1月23日，SOHR报道在伊德利卜省迈阿赖努阿曼附近连接大马士革和阿勒颇的高速公路上，叙利亚自由军与安全部队发生交火，据报道8名政府军被击毙，三辆装甲车被摧毁。
1月24日，在汗謝洪，武装分子向一辆警车开火，两名警察丧生。
1月25日，叙利亚阿拉伯红新月会，一个向那些叙利亚政府镇压行动中的受害者提供药物援助和食品的人道主义组织声称该组织的副主席Abdulrazak Jbeiro在驾车驶往伊德利卜市遭安全部队枪击身亡，他同时也是该组织在伊德利卜省的领导。
1月27日，SOHR报道有6名安全部队成员在一起针对伊德利卜市一处安全检查站的汽车炸弹袭击中丧生，但该组织没有提供关于袭击者身份的相关信息。
1月29日，据报道一个政府军车队在Jabal al-Zawiya地区Kansafra镇遭到袭击，车队中由10名政府军士兵丧生。同一天在伊德利卜省另一起袭击中8名政府军被杀。
在1月末，一名叛逃的上校告诉记者说伊德利卜市90%的地方已经被叙利亚自由军控制。

### 2月
到了2012年2月初，反对派武装已经控制了伊德利卜市的大部分地区，并且在准备应当政府军准备发起的进攻。英国星空电视台记者亚历克斯·克劳福德在伊德利卜市内发布了一段视频，视频中反对派的旗帜在市中心飘扬。这段视频显示叙利亚自由军的武装分子在城内站岗放哨而数以万计的居民正在参加反对巴沙尔·阿萨德总统、要求其下台的示威游行。活动人士和武装分子报道称在城外有政府军的坦克在活动。
2月4日，SOHR报道称政府军的车队在伊德利卜省遭遇反对派武装或政府军变节者的袭击，14名政府军士兵丧生。在另一起袭击中，一名警官丧生，两名警察受伤。在随后爆发的冲突中，据报道安全部队成员击毙了多名袭击者。
2月5日，据SOHR报道，在Jebel Al-Zawiya地区的三个不同地点，政府军与叙利亚自由军发生了冲突，9名政府军丧生，21名士兵受伤。
2月6日，在al-Bara村，政府军的变节者袭击并摧毁了一处政府军哨所，打死三名军官并俘虏了19名士兵。参与行动的政府军变节者据报道没有伤亡。同一天，在省内北部地区，另一支反对派武装试图夺取一处政府军检查站，但最终失败了，行动中由4名反对派成员丧生。根据一名拍摄行动过程的CBS记者说，这些武装分子大部分没有军事背景，他们以前都是农民、老师、工厂员工，而不是像叙利亚政府所说的是“恐怖分子”。
2月10日，SOHR报道在伊德利卜省两个村庄之间，政府军的变节者伏击了一支政府军巡逻队。政府军变节者使用手榴弹和路边炸弹攻击了巡逻队。据报道在冲突中10名政府军士兵丧生。
2月14日，一名天空新闻台记者报道了一名重要亲民主派活动人士的葬礼。这名活动人士曾经是一名律师，他是被一名躲藏在建筑物的亲政府狙击手射杀的。这名记者报道称，尽管反对派武装已经控制了伊德利卜市，但城内还残留有一些躲在暗处的狙击手活动，这些狙击手在城内不加选择的随意向平民开火。同一天，叙利亚政府军对伊德利卜市发动大规模进攻。政府军的进攻导致数十人丧生，但进攻结果还不明了。
2月15日，据报道从之前几天开始，有大批政府军的变节者聚集在萨拉凯卜（Saraqib）市，而这座城市实际上已经被反对派武装控制了。
2月16日，CNN记者证实伊德利卜省内多个村庄和城镇已经脱离了叙利亚政府的控制，这些地方现在由当地居民自发进行管理并且被数百名叙利亚自由军守卫着。同一天，SANA报道在伊德利卜市监狱附近，安全部队成员遭到了袭击。有五名安全部队成员丧生，据报道其中有2名中尉。
2月17日，SANA报道在伊德利卜省有多名安全部队成员被杀，还有许多人受伤。
2月22日，在伊德利卜省北部Jabal al-Zawiya地区的Abdita、Iblin和Balshun三个村庄，政府军进行了一系列的突袭行动，导致33名平民丧生。
在同一天，叙利亚政府军遭遇沉重打击。在伊德利卜市有超过200名政府军叛变，据报道其中还有一名准将。反对派的消息声称在伊德利卜市，反对派组建了一个战斗营以对抗政府军。
2月23日，500名政府军士兵发生叛变，转投了叙利亚自由军。这些人在伊德利卜市组建了一个战斗营。
2月24日，SANA报道在伊德利卜省的一起炸弹袭击中有3名士兵丧生。 SANA还报道反对派武装在安置一枚炸弹时炸弹过早发生爆炸，导致多名反对派武装丧生。在伊德利卜省的冲突中，有四名武装分子被政府军击毙。.
2月25日，SANA报道在伊德利卜省内多起冲突中由3名政府军丧生。同一天，叙利亚沙姆广播电台报道在萨拉凯卜市有20名武装分子被政府军击毙，还有7人被政府军俘虏，政府军还缴获了他们的武器。
2月27日，叙利亚政府军针对省内多个由反对派控制的地区进行攻击。Binnish镇和Sarmin镇遭到了政府军的炮击，而政府军的坦克开进了迈阿赖努阿曼市。据报道萨拉凯卜市也遭到了政府军的炮击。据报道在Binnish镇政府军使用了防空火力对镇内建筑进行炮击。一名BBC记者称政府军的炮击完全是漫无目的的，比起那些特点的目标，更多的炮弹落入了平民住所。坦克也开进了Sarmin镇，引发了政府军和反对派武装的战斗。有一名政府军死于简易爆炸装置。

### 3月
3月1日，叙利亚政府军对离土叙边境几公里远的Ain al-Beida村发动猛攻。目击者称大约2000名士兵和15辆坦克参与了进攻，而受伤的反对派武装在土耳其接受了治疗。
3月3日，有47名士兵据称在试图叛逃时遭到政府军处决。活动人士称50名来自驻扎在阿布杜胡尔空军基地部队的士兵试图叛逃，但一名忠于叙利亚政府的上尉将计划透露给了部队指挥官。只有3人成功逃脱，其余人全部被处决。一个关于叙利亚人权的组织要求“对这起屠杀立即进行国际社会参与的调查。”该组织说这些被处决者的尸体被抛弃在湖中。该组织给出的死亡人数也不同，该组织声称由44名士兵被处决，有6人成功逃脱。
3月7日，Kabani村遭到政府军进攻，一名村民声称由3架武装直升机以及政府军步兵参与了进攻。
3月8日，据叙利亚政府报道在伊德利卜市有1名上尉被杀，还有11名警校学生被武装分子劫持。
3月10日，叙利亚政府军在包围了Jabal al-Zawiya地区之后对地区内的一座村庄发动进攻。在同一天，16名反对派武装在一起伏击中被击毙，这些人当时正前往伊德利卜市与政府军交战。
伊德利卜市战役在当天打响。在当天有7名政府军士兵在战役中丧生，而在当天伊德利卜省内根据法新社报道总共由22名反动派丧生，在全国范围内则有39名反对派丧生。
3月11日，SOHR领导人说政府军夺取了伊德利卜市而在伊德利卜省内有8名政府军丧生。政府军正准备对省内的农村地区发动进攻。尽管如此，之后的报道显示伊德利卜市只有小部分被政府军控制。据报道当天有12名反对派丧生。
3月13日，在伊德利卜省内的一处检查站，10名政府军士兵遭遇叙利亚自由军的伏击身亡。叙利亚自由军还从政府军手中夺取了一辆坦克。
3月14日早晨，据反对派活动人士报道政府军已经夺取了伊德利卜市的大部分，城内只有一小块区域还有叙利亚自由军的抵抗活动。之后还有一则报道称城内最后一批在抵抗的反对派武装逃离了该市，整座城市已经完全由政府军控制。但是，叙利亚政府军的坦克和火炮仍旧在对城内及其周边部分区域进行炮击。炮击持续到了次日，政府军试图将城内仍在抵抗的反对派残余势力赶出伊德利卜市。
3月16日，据SOHR报道，在迈阿赖努阿曼市，3名政府军士兵在与政府军变节者的战斗中被打死，还有3名反对派被政府军击毙。
3月23日，在叙利亚自由军对位于土叙边境的一支政府军的进攻中，有2名政府军被击毙，还有18人被俘，其中有两名军官。叙利亚自由军在行动中交火大量弹药。
3月24日，据叙利亚国家媒体报道，一名政府军工兵丧生。当时他脚下的桥梁被远程遥控的炸弹炸毁。
3月28日，政府军的支持者攻击了萨拉凯卜市，据报道21名当地居民被杀。在省内政府军变节者袭击了两处安全部队的哨卡，打死13名政府军。在同一天，据报道2名阿尔及利亚裔英国记者Nassim Terreri和Walid Bled被亲政府民兵组织沙比哈杀害。袭击事件的细节被另一名肩部受伤并被运往土耳其的记者透露。这三名记者当时正在伊德利卜省内靠近土叙边境的地区拍摄关于逃离战火的难民的纪录片。保护记者委员会采访了现场目击者。目击者称两名遇害的记者起初在Darkush镇遭遇枪击，但他们成功逃脱，但枪击结束之后他们试图回去取回设备时不幸遇害。一名目击者说之后政府军带走了两名记者的尸体。保护记者委员会中东和北非地区协调人Mohamed Abdel Dayem说这起袭击事件“再次显示了报道那些叙利亚政府试图掩盖的冲突的记者所面临的巨大危险。”

## 后续事件

### 2012年4月初
4月1日，在吉斯尔舒古尔地区，据报道至少4名政府军士兵在政府军变节者的一次伏击中丧生。同一天，Sarmin地区的反政府武装说他们使用自制炸弹炸死了数十名政府军并摧毁了5辆坦克，这些自制炸弹被反对派用来保护村庄。但反对派的这则消息无法得到证实。
4月3日，SANA声称一名试图从土耳其渗透至叙利亚的武装分子被击毙。
4月5日，根据SOHR报道，在塔夫塔纳兹（Taftanaz）镇外围爆发了激烈冲突，在炮击和重机枪火力中由5名平民、4名反对派和7名政府军丧生。同一天，据报道在省内其他地区由6名政府军和8名平民丧生。之后，据证实在持续两小时的战斗之后，叙利亚政府军占领了塔夫塔纳兹中心地区，该镇由200名叙利亚自由军守卫。在占领该镇之后，政府军抓捕并处决了82人。无法得知这些人中有多少是反对派武装，有多少是平民。
4月8日，叙利亚政府军与一个武装团伙发生冲突，打死了至少两名武装分子并抓捕了另一人。
4月9日，政府军在一处检查站遭袭、6名政府军士兵丧生之后，向位于土耳其的一处难民营开火，引发了国际社会的谴责。根据SOHR的报道，这起冲突发生于黎明前不久，反对派武装袭击了驻守在土叙边界附近一处检查站的政府军士兵，导致6人丧生。剩下的士兵向土叙边界附近土耳其一侧的一处难民营持续开火，因为有8名受伤的反对派武装逃到了那里。根据SOHR的报道，叙利亚政府军的开火导致难民营内5人受伤，之后又报道称其中的2人因伤势过重死亡，但这则消息无法得到独立证实。伤者中有3人是叙利亚难民、1名土耳其警察和1名土耳其翻译。土耳其军队没有还击但立即要求叙利亚方面立即停火。
叙利亚官方报道称由在反对派武装阵营中有大量变节者和投降者。在伊德利卜省，叙政府说在叙利亚政府军在该省开展进攻以来，最近两个月有695名安全部队成员带着他们的武器投靠反对派阵营。

## 停火期间的冲突

### 2012年4月末
4月13日，叙利亚政府宣布在叙利亚全境停火，以遵守联合国安理会前秘书长科菲·安南的停火计划。尽管如此，在叙利亚多个地区，尤其是伊德利卜省冲突仍在继续。
4月15日，SANA报道称在伊德利卜1名安全部队成员在反对派武装的伏击中丧生，还有3人受伤。
4月18日，SANA报道在伊德利卜省的一场冲突中6名安全部队成员丧生。
4月28日，叙利亚国家媒体报道在伊德利卜省的一处村庄发生交火，2名士兵丧生，另有1名军官受伤。

### 5月
一名德国《明镜》周刊记者在伊德利卜市郊外报道称省内的农村地区已经不再受政府控制，但在很多农村，叙利亚政府军对村庄展开袭击随后又离去。叛逃自政府军的变节者很多都回到自己的家乡以保护其免受政府军袭扰。每一个乡村自治委员会都在艰难地满足村里的电力、供水需求以及维持村里的法纪。各委员会都在想方设法维持汽油和食物的补给，并试图将伤员运往临近的土耳其接受治疗。这名记者还报道称Sarmin及其他地区都曾被政府军使用坦克和直升机占领过，但政府军通常占领了几天后就会撤出。
5月2日，根据叙利亚国家电视台的报道，武装分子袭击了一支安全部队的巡逻队，导致两名安全部队成员丧生，6人受伤。
5月5日，两名政府军军官据报道在冲突中丧生。
5月9日，在伊德利卜省的一座村庄，一名政府军遭袭死亡。
5月12日，据SOHR报道，在伊德利卜全省范围内的一系列冲突中，有9名政府军和1名政府军变节者丧生。
5月13日，根据SOHR的报道，在伊德利卜市附近的一处村庄，政府军与变节者之间发生暴力冲突，报道称在冲突中4名政府军丧生。在同一处村庄附近，7名政府军，包括一名上尉在乘坐巴士的过程中遭炸弹袭击身亡。同一天，安全部队在突袭一些居民的住所时打死了两名平民。
在伊德利卜省的山区，叙利亚自由军很受民众拥戴，而他们也建立了一个“稚嫩的政权”，并将其比作是利比亚内战中的班加西，还谋划在未来建立一个“自由区”。在当地很多村庄附近，叙利亚自由军设立了很多检查站，并且各检查站之间使用无线电进行协调，以搜查过往车辆中是否藏有武器或政府军。但是，政府军的坦克还是在多个重要地点（例如银行）驻守。一名当地居民称叙利亚政府的秘密警察在四处活动，但他们都躲在暗处。

## 伤亡情况
据统计，在伊德利卜省一系列冲突中至少有1622名反对派武装和政府军变节者、1780名叙利亚政府军丧生。根据人权组织的统计，安全部队需对至少2000名抗议者或平民的死负直接责任。